# Zaovinsko jezero
Zaovinsko jezero (ili samo Zaovine) se nalazi na planini Tari. Po svom nastanku je umjetno tj. nastalo je izgradnjom brane u zaseoku Đurićima, sela Zaovine 1980. godine. Gornja površina jezera je na nadmorskoj visini oko 900 m. Najveća dubina je 110 metara.
Jezero dopunjavaju dva potoka Konjska reka i Bijeli Rzav. Voda je veoma čista te uz malu preradu u postrojenjima za preradu vode koristi se za piće. Jezero se koristi i za uzgoj pastrmki. Tijekom ljeta ima kupača na neuređenim plažama.
U blizini brane je i mjesto gdje je Josip Pančić otkrio Pančićevu omoriku. 